# Franz Xaver Duschek

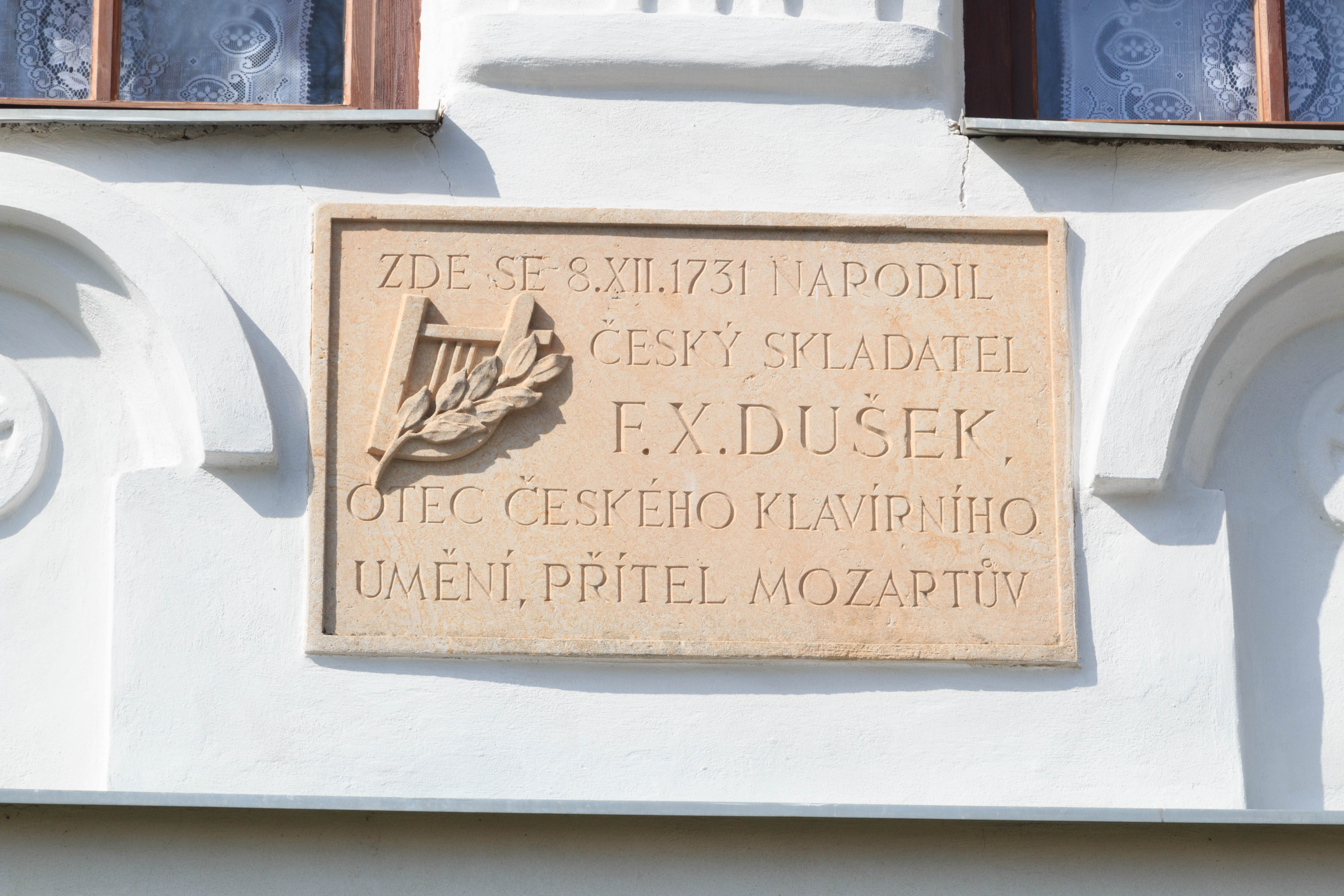
Franz Xaver Duschek, Gedenktafel am Geburtshaus

Franz Xaver Duschek (auch Franz Xaver Dussek, tschechisch: František Xaver Dušek; getauft 8. Dezember 1731 in Chotěborky; † 12. Februar 1799 in Prag) war ein böhmischer Komponist und einer der bedeutendsten Cembalisten und Pianisten seiner Zeit.

## Leben und Werk
Duschek wurde in Wien von Georg Christoph Wagenseil zum Cembalisten ausgebildet und ließ sich um 1770 in Prag als erfolgreicher Klavierlehrer nieder. Er komponierte Sonaten, Variationen und Konzerte für das Cembalo und das Klavier und mehrere Sinfonien und Streichquartette. 
Zu seinen Schülern zählten Leopold Koželuh, Vincenc Mašek und Jan August Vitásek. Auch seine spätere Ehefrau Josepha Hambacher (1754–1824, Enkelin von Ignatz Anton von Weiser) wurde von ihm ausgebildet und war eine berühmte Pianistin und Sängerin. In ihrer Villa Bertramka, einem Landhaus in Smíchov bei Prag, vollendete Mozart als Gast des Ehepaares Duschek 1787 die Oper Don Giovanni, möglicherweise auch 1791 La clemenza di Tito.